# Tomáš Hodan
Tomáš Hodan (* 15. prosince 1980 Praha) je český scenárista a režisér.

## Život
Po maturitě dokončil v roce 2002 filmovou školu ve Zlíně. Zde natočil krátký hraný film Zloděj. V roce 2001 natočil ve spolupráci s Českou televizí hraný film Medici oceněný zvláštní cenou ředitele festivalu Brněnská šestnáctka. Hraným filmem U plotu se účastnil projektu Dělejte scény. V roce 2006 měl v kinech premiéru celovečerní dokumentární film Půl čtvrté. Poté pracoval jako dokumentarista, zejména v zahraničí. Natáčel v Angole, Afghánistánu, Sýrii, Bosně a Hercegovině, na Kypru. V letech 2006–2007 byl dramaturgem Centra vizuální prezentace ČT. V roce 2009 dokončil krátký animovaný film Delfín. Příležitostně se věnuje tvorbě videoklipů (Nahoru po schodišti dolů band, Hapka/Horáček). Od roku 2014 se podílí na tvorbě scénáře internetového seriálu Kancelář Blaník.

## Filmografie
- 2000 Zloděj (námět, scénář, režie) – VOŠFZ, krátký hraný film
- 2001 Medici (námět, scénář, režie) – Česká televize, krátký hraný film; ocenění: zvláštní cena ředitele festivalu Brněnská šestnáctka
- 2003 Zakarpatská oblast, Rachovský rajon (námět, scénář, režie) – VOŠFZ, Česká televize, Státní fond ČR pro podporu a rozvoj české kinematografie – středometrážní dokumentární film; ocenění: Zlínský pes 2004 – nejlepší dokumentární film; AFO 2004 – velká cena pro nejlepší film; TECHfilm 2004 – cena nadání Hlávkovy nadace
- 2005 U plotu (scénář, režie) – ocenění: Rychnovská osmička – 1. místo v sekci filmových škol; Mixer festival – Nejlepší hraný film; Short film Prague fest; Ofensiva Wroclav
- 2006 Půl čtvrté (námět, scénář, režie) – PUNKfilm, Česká televize, Státní fond pro podporu a rozvoj české kinematografie, distribuce: ARTCAM distribution – celovečerní dokumentární film určený pro kinodistribuci
- 2009 Delfín (námet, scénář, režie) – krátký animovaný film
- 2011 Dokument o zpěvačce – dokument
- 2014 Kancelář Blaník – scénář
- 2015 Filmový dobrodruh Karel Zeman – dokument
- 2022 Poslední závod

## Zajímavosti
Tomáš Hodan se stal inspirací pro postavičku Pražáka Edy z animovaného večerníčku Krysáci, který natočili jeho kamarádi. Jeho jméno použili pro pojmenování další postavičky tohoto seriálu – krysáka Hodana. Hodanova polorodá sestra je česká videobloggerka Tereza Hodanová, známá především pod svojí přezdívkou Teri Blitzen.